# Sony Xperia TX
Sony Xperia TX (anche conosciuto come Sony LT29i) è uno smartphone Android di fascia alta prodotto da Sony. Annunciato il 29 agosto 2012, l'Xperia TX è una versione del Sony Xperia GX SO-04D che era stato messo in commercio nel mese di maggio 2012 in Giappone. È il primo smartphone di Sony con il Qualcomm Snapdragon S4 (MSM8260A). L'Xperia TX è stato ufficialmente messo in commercio nel mese di ottobre 2012 in tre colori: nero, bianco e rosa.